# Snookerns världsranking 1982/1983
Snookerns världsranking säsongen 1982/1983. Rankingen baserades enbart på resultaten i de tre senaste VM-turneringarna, där vinst gav 5 poäng, finalförlust 4 poäng, semifinalförlust 3 poäng, kvartsfinalförlust 2 poäng, och åttondelsfinalförlust 1 poäng.
|    |                   |              | Poäng   | Poäng   | Poäng   | Poäng  |
| Nr | Spelare           | Nationalitet | VM 1980 | VM 1981 | VM 1982 | Totalt |
| -- | ----------------- | ------------ | ------- | ------- | ------- | ------ |
| 1  | Ray Reardon       | Wales        | 2       | 3       | 4       | 9      |
| 2  | Alex Higgins      | Nordirland   | 4       | 1       | 5       | 8*     |
| 3  | Cliff Thorburn    | Kanada       | 5       | 3       | 0       | 8      |
| 4  | Steve Davis       | England      | 2       | 5       | 0       | 7      |
| 5  | Eddie Charlton    | Australien   | 2       | 1       | 3       | 6      |
| 6  | Kirk Stevens      | Kanada       | 3       | 1       | 2       | 6      |
| 7  | Doug Mountjoy     | Wales        | 1       | 4       | 1       | 6      |
| 8  | David Taylor      | England      | 3       | 2       | 0       | 5      |
| 9  | Bill Werbeniuk    | Kanada       | 1       | 2       | 1       | 4      |
| 10 | Jimmy White       | England      | 0       | 0       | 3       | 3      |
| 11 | Perrie Mans       | Sydafrika    | 1       | 1       | 1       | 3      |
| 12 | John Spencer      | England      | 1       | 1       | 1       | 3      |
| 13 | Dennis Taylor     | Nordirland   | 1       | 2       | 0       | 3      |
| 14 | Terry Griffiths   | Wales        | 1       | 2       | 0       | 3      |
| 15 | Tony Knowles      | England      | 0       | 0       | 2       | 2      |
| 16 | Willie Thorne     | England      | 0       | 0       | 2       | 2      |
| 17 | Silvino Francisco | Sydafrika    | 0       | 0       | 2       | 2      |
| 18 | Graham Miles      | England      | 0       | 1       | 1       | 2      |
| 19 | John Virgo        | England      | 1       | 0       | 1       | 2      |
| 20 | Fred Davis        | England      | 1       | 1       | 0       | 2      |
| 21 | Jim Wych          | Kanada       | 2       | 0       | 0       | 2      |
| 22 | Dean Reynolds     | England      | 0       | 0       | 1       | 1      |
| 23 | Patsy Fagan       | Irland       | 0       | 0       | 1       | 1      |
| 24 | Tony Meo          | England      | 0       | 1       | 0       | 1      |
| 25 | John Bear         | Kanada       | 0       | 0       | 0       | 0      |
| 26 | Cliff Wilson      | Wales        | 0       | 0       | 0       | 0      |
| 27 | Dave Martin       | England      | 0       | 0       | 0       | 0      |
| 28 | Jim Meadowcroft   | England      | 0       | 0       | 0       | 0      |
| 29 | Jim Donnelly      | Skottland    | 0       | 0       | 0       | 0      |
| 30 | John Dunning      | England      | 0       | 0       | 0       | 0      |
| 31 | Mike Hallett      | England      | 0       | 0       | 0       | 0      |
| 32 | Jack Fitzmaurice  | England      | 0       | 0       | 0       | 0      |

* Alex Higgins har fått två poängs avdrag som en disciplinär åtgärd.